# Hispaniolai elénia
A hispaniolai elénia (Elaenia cherriei) a madarak osztályának verébalakúak (Passeriformes) rendjébe és a királygébicsfélék (Tyrannidae) családjába tartozó faj.

## Rendszerezése
A fajt Charles Barney Cory amerikai ornitológus írta le 1895-ben. Jelenlegi besorolása vitatott, egyes szervezetek szerint az Elaenia fallax alfaja Elaenia fallax cherrie néven.

## Előfordulása
Hispaniola szigetén, Haiti és a Dominikai Köztársaság területén honos. Természetes élőhelyei a szubtrópusi és trópusi, cserjések, valamint másodlagos erdők. Állandó, nem vonuló faj.

## Megjelenése
Átlagos testhossza 14,5–16 centiméter, testtömege 13-15 gramm.

## Életmódja
Rovarokkal és gyümölcsökkel táplálkozik.

## Természetvédelmi helyzete
Az elterjedési területe elég nagy, egyedszáma viszont csökken, de még nem éri el a kritikus szintet. A Természetvédelmi Világszövetség Vörös listáján nem fenyegetett fajként szerepel.